# Александровский (Башкортостан)
Александровский (баш. Александров) — хутор в Куюргазинском районе Республики Башкортостан Российской Федерации. Входит в состав Кривле-Илюшкинского сельсовета.

## География

### Географическое положение
Расстояние до:
- районного центра (Ермолаево): 33 км,
- центра сельсовета (Кривле-Илюшкино): 10 км,
- ближайшей ж/д станции (Ермолаево): 33 км.

## Население
| 2002 | 2009 | 2010 |
| ---- | ---- | ---- |
| 7    | ↘1   | ↗3   |

Национальный состав
Согласно переписи 2002 года, преобладающая национальность — русские (72 %).